# George Bishop
George Sidney Bishop (15 octobre 1913 - 9 avril 1999) est un fonctionnaire et homme d'affaires britannique .

## Jeunesse
George Bishop est né près de Wigan dans le Lancashire.
Bishop fréquente la Ashton-in-Makerfield Grammar School (depuis 1978 Byrchall High School) et la London School of Economics pour étudier l'économie et le gouvernement sous Harold Laski.

## Carrière
Il commence sa carrière une organisation Quaker dans le sud du Pays de Galles qui aide les chômeurs grâce à une production de subsistance. Au début de la Seconde Guerre mondiale, il rejoint le ministère de l'Alimentation en tant que statisticien, dirigeant par la suite sa division des services d'urgence.
Après la guerre, Bishop devient secrétaire particulier des ministres de l'Alimentation Ben Smith et John Strachey. Bishop joue un rôle actif dans la liquidation du projet désastreux d'huile d'arachide. En 1959, il est promu sous-secrétaire, alors le plus jeune dans ces fonctions.
En 1961, Bishop rejoint la société sucrière de l'époque, Booker McConnell, dont il devient vice-président en 1970 et président en 1972. Il est fait chevalier en 1975 et prend sa retraite en 1979 .

## Exploration
Ayant escaladé sa première montagne à l'âge de 8 ans, Bishop escalade régulièrement le nord du Pays de Galles, le Lake District et l'Écosse. Lui et sa deuxième épouse Una participent à 18 expéditions dans l'Himalaya. Pour la Royal Geographical Society, dont il est président de 1983 à 1987, il organise une expédition scientifique dans la région de Kimberley en Australie occidentale. Il y fait la première traversée de la chaîne Wunaamin Miliwundi avec Una.

## Vie privée
Il épouse Marjorie Woodruff en 1940; ils ont une fille mais le mariage est dissous en 1961. La même année, il se remarie avec Una CC Padel, fille de Charles Padel. Lady Bishop est décédée en 2015 à l'âge de 96 ans .
En 1947, il devient Officier de l'Ordre de l'Empire britannique (OBE), il est Compagnon de l'Ordre du Bain (CB) en 1958 et Chevalier (Kt) en 1975.